# Kwantowy efekt Zenona
Kwantowy efekt Zenona (zwany czasem kwantowym paradoksem Zenona) – w mechanice kwantowej zjawisko spowolnienia ewolucji układu kwantowego przez częste wykonywanie na nim pomiarów. Współczesna definicja zjawiska obejmuje spowolnienie ewolucji przez każde oddziaływanie z otoczeniem, powodujące kolaps funkcji falowej (dekoherencję). Nazwa zjawiska nawiązuje do klasycznego paradoksu Zenona, w którym nieskończony podział odcinka drogi miał powodować niemożliwość ruchu. Analogicznie w mechanice kwantowej hipotetyczny nieskończenie częsty pomiar powodowałby niemożność jakiejkolwiek ewolucji stanu czyli „zamrożenie” układu w jednym stanie kwantowym. W przeciwieństwie jednak do klasycznego odpowiednika, w kwantowym efekcie Zenona nie jest to sprzeczność logiczna wynikająca z błędu w rozumowaniu, lecz rzeczywisty fizyczny efekt, potwierdzony doświadczalnie.

## Opis zjawiska
Pierwszym, który zauważył, że w mechanice kwantowej częste pomiary mogą zahamować czasową ewolucję układu, był Alan Turing. Nie opublikował on jednak nigdy tego wyniku; wiadomo o nim z listu Robina Gandy'ego do Maxa Newmana, napisanego już po śmierci Turinga.
W literaturze naukowej zjawisko opisali i nadali mu nazwę „kwantowego paradoksu Zenona” Baidyanath Misra i George Sudarshan. Rozważali oni przykład rozpadu nietrwałej cząstki. Załóżmy, że przygotowujemy taką cząstkę w czystym stanie kwantowym. Ewolucja czasowa układu spowoduje, że w późniejszym czasie stan cząstki będzie kwantowym złożeniem stanu początkowego i możliwych stanów końcowych – po rozpadzie. Im dłużej będziemy czekać, tym mniejszy będzie udział stanu początkowego, sprzed rozpadu, a większy stanów końcowych, po rozpadzie. Cząstka pozostanie w takim złożonym stanie do momentu, gdy dokonamy pomiaru i sprawdzimy jej stan. W tym momencie zmieni się on w stan czysty, odpowiadający albo stanowi początkowemu, albo jednemu z możliwych stanów po rozpadzie, z prawdopodobieństwem odpowiadającym udziałowi odpowiedniego stanu czystego w stanie cząstki w chwili pomiaru.
Załóżmy teraz, że dokonujemy pomiaru cząstki niemal natychmiast po jej przygotowaniu. Ponieważ czas ewolucji był bardzo krótki, więc stan cząstki będzie w tym momencie niemal czystym stanem początkowym, z minimalną domieszką stanów po rozpadzie. Dlatego pomiar niemal zawsze pokaże, że cząstka nie rozpadła się i jednocześnie przywróci jej czysty stan początkowy. Jeżeli taki pomiar będziemy powtarzać bardzo często, cząstka będzie ciągle przywracana do stanu początkowego. Fakt ten nie miałby znaczenia, gdyby prawo rozpadu (zależność prawdopodobieństwa rozpadu od czasu) było ściśle wykładnicze; w tej sytuacji niewielkie prawdopodobieństwo rozpadu przy każdym z pomiarów sumowałoby się do takiego samego całkowitego prawdopodobieństwa, jak w przypadku bez częstych pomiarów. Jednak mechanika kwantowa przewiduje, że prawo rozpadu nie jest dokładnie wykładnicze: istotne odstępstwa pojawiają się dla krótkich czasów i dzięki nim częste pomiary będą (zazwyczaj) spowalniały rozpad. W hipotetycznym przypadku nieskończenie częstych pomiarów stan cząstki zostałby „zamrożony” i nie rozpadłaby się ona nigdy.
Zjawisko jest do dziś tematem licznych prac naukowych i dyskusji, dotyka bowiem samych podstaw mechaniki kwantowej: efektów pomiaru czy kolapsu funkcji falowej. Istnieją propozycje wykorzystania tego zjawiska w kwantowych komputerach i kwantowych systemach transmisji, do ochrony stanów splątanych przed dekoherencją w wyniku oddziaływania ze środowiskiem.

## Potwierdzenia eksperymentalne
Pierwszej doświadczalnej obserwacji efektu dokonał David Wineland z zespołem w roku 1989. W eksperymencie badano wymuszone przejście pomiędzy poziomami nadsubtelnymi jonów 9Be+ zamkniętych w pułapce jonowej. Fala radiowa o częstości rezonansowej pełniła rolę czynnika wymuszającego przejście do poziomu o wyższej energii. Stan jonów odczytywany był impulsami lasera, w jednym ze stanów jony silnie rozpraszały światło laserowe, w drugim nie oddziaływały z nim. Badacze obserwowali, że ze wzrostem częstotliwości „odczytujących” impulsów laserowych malało tempo przejścia jonów pomiędzy stanami. Pozostaje jednak dyskusyjne, czy eksperyment ten istotnie potwierdził kwantowy efekt Zenona, ponieważ nie obserwował on indywidualnych czasów życia, a jedynie wartości średnie dla dużego zespołu cząstek.
Eksperyment pokazujący kwantowy efekt Zenona dla spontanicznych rozpadów stanów niestabilnych (a więc w układzie bardziej przypominającym zaproponowany przez Misrę i Sudarshana) wykonany został w roku 2001 przez zespół Marka Raizena. Ultrazimne atomy sodu schwytane były w potencjale stojącej fali elektromagnetycznej i poddane przyspieszeniu. Atomy mają w takim układzie szansę ucieczki z dołów potencjału w drodze tunelowania, układ jest więc niestabilny. Autorzy mierzyli liczbę atomów, które doznały tunelowania. W zależności od warunków prowadzenia eksperymentu byli w stanie zaobserwować spadek z lub wzrost („anty-efekt Zenona”) liczby atomów wraz ze wzrostem częstości pomiarów, w zgodzie z przewidywaniami mechaniki kwantowej.